# 拉卡湖
拉卡湖（白俄羅斯語：Рака）是白俄羅斯的湖泊，距離布拉斯拉夫5公里，由維捷布斯克州負責管轄，長3公里、寬0.76公里，面積0.83平方公里，流域面積116平方公里，湖岸線長度7.3公里，最大水深17米。